# História da Loucura
História da Loucura na Idade Clássica é um livro de Michel Foucault, originalmente publicado como Folie et Déraison pela editora Plon, em 1961, depois como Histoire de la folie à l'âge classique, em 1972, pela editora Gallimard. Foi traduzido para o português por José Teixieira Coelho Neto, em 1978. A editora Perspectiva detém os direiros autorais para a língua portuguesa. A obra apresenta um estudo, sob a perspectiva da arqueologia histórica; das ideias, práticas, instituições, arte e literatura concernentes ao tema da loucura na história ocidental. Esta foi a primeira grande obra de Foucault, escrita enquanto ele era diretor da Maison de France na Suécia. Ela resultou de sua tese de doutoramento na Sorbonne. Na primeira versão da editora Plon figurava o famoso prefácio que gerou uma longa discussão acalorada com o filósofo franco-magrebino, Jacques Derrida, a respeito da questão do cogitus de Descartes; em razão disso, o prefácio foi reescrito e apresentado na versão atual que é de 1972.
Foucault começa sua narrativa na Idade Média, detectando a exclusão física-social dos leprosos. Ele argumenta que com a gradativa exclusão dos leprosos, a loucura ocupou essa posição excludente. A nau dos loucos no século XV é um exemplo claro dessa prática: a prática de expulsar os loucos dos navios. Entretanto, durante a Renascença, a loucura foi tratada como um fenômeno corriqueiro porque os homens não podiam entender por completo as Razões de Deus. Miguel de Cervantes em Dom Quixote, por exemplo, retrata os homens como fracos ante a seus desejos e dissimulações. Portanto, o louco, entendido como aquele que chegou próximo demais da Razão de Deus, era aceito no meio social. Somente depois do século XVII, num movimento que Foucault descreve como o Grande Confinamento, esses membros "irracionais" da população começaram a ser presos e institucionalizados. No século XVIII, a loucura passou a ser encarada como o oposto da Razão, pois muitos homens assumiam o comportamento de animais e, portanto, deveriam ser tratados como tais. A partir do século XIX, a loucura é vista como doença mental que deve ser tratada. Alguns historiadores argumentam que o grande confinamento dos loucos não ocorreu no século XVII, mas no século XIX.
Entretanto, os estudiosos da obra de Foucault demonstram que ele não se referiu a instituições médicas dedicadas exclusivamente a tratar os insanos; e que o pensamento presente nessas casas de confinamento é o mesmo da sociedade ocidental. Mais adiante, Foucault demonstra que a "grande Internação" social foi um fenômeno europeu generalizado, o qual se desenvolveu de maneira singular na França e de modo comum nos outros países, como no caso da Alemanha e Inglaterra. Alguns críticos históricos, por exemplo Roy Poter, também começaram a refutar suas convicções céticas para "abraçar" o ensinamento revolucionário trazido à tona por Foucault neste livro.
Ele também examina o surgimento da sociedade moderna e os tratamentos "humanitários" para o louco, como por exemplo no caso de Philip Pinel e Samuel Tuke. Foucault afirma que tais tratamentos não mais controlavam os métodos aos quais se propunham. O tratamento de Tuke consistia em punir os loucos até que eles não mais desenvolvessem sua loucura. Similarmente, o tratamento de Pinel consistia numa extensa terapia de aversão, o que incluía métodos como banho de água fria e jaqueta de força. Na visão de Foucault, esse tratamento somado a repetida brutalidade traria ao paciente a internalização de julgamento e punição.